# 斯坦福鎮區 (明尼蘇達州伊善提縣)
斯坦福鎮區（英語：Stanford Township）是位於美國明尼蘇達州伊善提縣的一個行政鎮區。

## 地方資料
斯坦福鎮區的面積為101.90平方千米，當中陸地面積為99.30平方千米，而水域面積為2.60平方千米。根據2020年美國人口普查的數據，當地共有人口2299人，而人口密度為每平方千米22.56人。